# Euragallia prion
Euragallia prion är en insektsart som beskrevs av Kramer 1976. Euragallia prion ingår i släktet Euragallia och familjen dvärgstritar. Inga underarter finns listade i Catalogue of Life.